# Dignac
Dignac ist eine Gemeinde mit 1373 Einwohnern (Stand 1. Januar 2022) im westfranzösischen Département Charente in der Region Nouvelle-Aquitaine. Zur Gemeinde gehören mehrere Weiler.

## Lage
Die Gemeinde Dignac liegt in einer Höhe von etwa 170 Metern ü. d. M. etwa 20 Kilometer (Fahrtstrecke) südöstlich von Angoulême in der alten Kulturlandschaft des Angoumois. Das Flüsschen Échelle entspringt auf dem Gemeindegebiet.

## Bevölkerungsentwicklung
| Jahr      | 1962 | 1968 | 1975 | 1982 | 1990 | 1999 | 2006 | 2016 |
| Einwohner | 793  | 843  | 896  | 1147 | 1230 | 1280 | 1280 | 1308 |

Im 19. Jahrhundert hatte die Gemeinde meist zwischen 1000 und 1650 Einwohner; infolge der Reblauskrise im Weinbau und der Mechanisierung der Landwirtschaft sank die Einwohnerzahl seit etwa 1880 kontinuierlich auf die Tiefststände in den 1960er und 1970er Jahren ab.

## Wirtschaft
Die Einwohner der Gemeinde lebten jahrhundertelang nach den Prinzipien der Selbstversorgung von der Landwirtschaft; Marktstädte waren zu weit entfernt. Die Böden der Gemeinde gehören zwar noch zu den Bons Bois des Weinbaugebietes Cognac, doch sind die Absätze bei teuren Weinbränden und selbst bei Wein in den letzten Jahrzehnten eher rückläufig, so dass der Weinbau keine Rolle mehr spielt. Einnahmen aus dem Tourismus, insbesondere der Vermietung von Ferienwohnungen (gîtes), sind dagegen seit den 1960er Jahren deutlich wichtiger geworden.

## Geschichte
Urkundlich überlieferte mittelalterliche Ortsnamen lauten Dinac (1162) oder Dinhaco (1233).

## Sehenswürdigkeiten

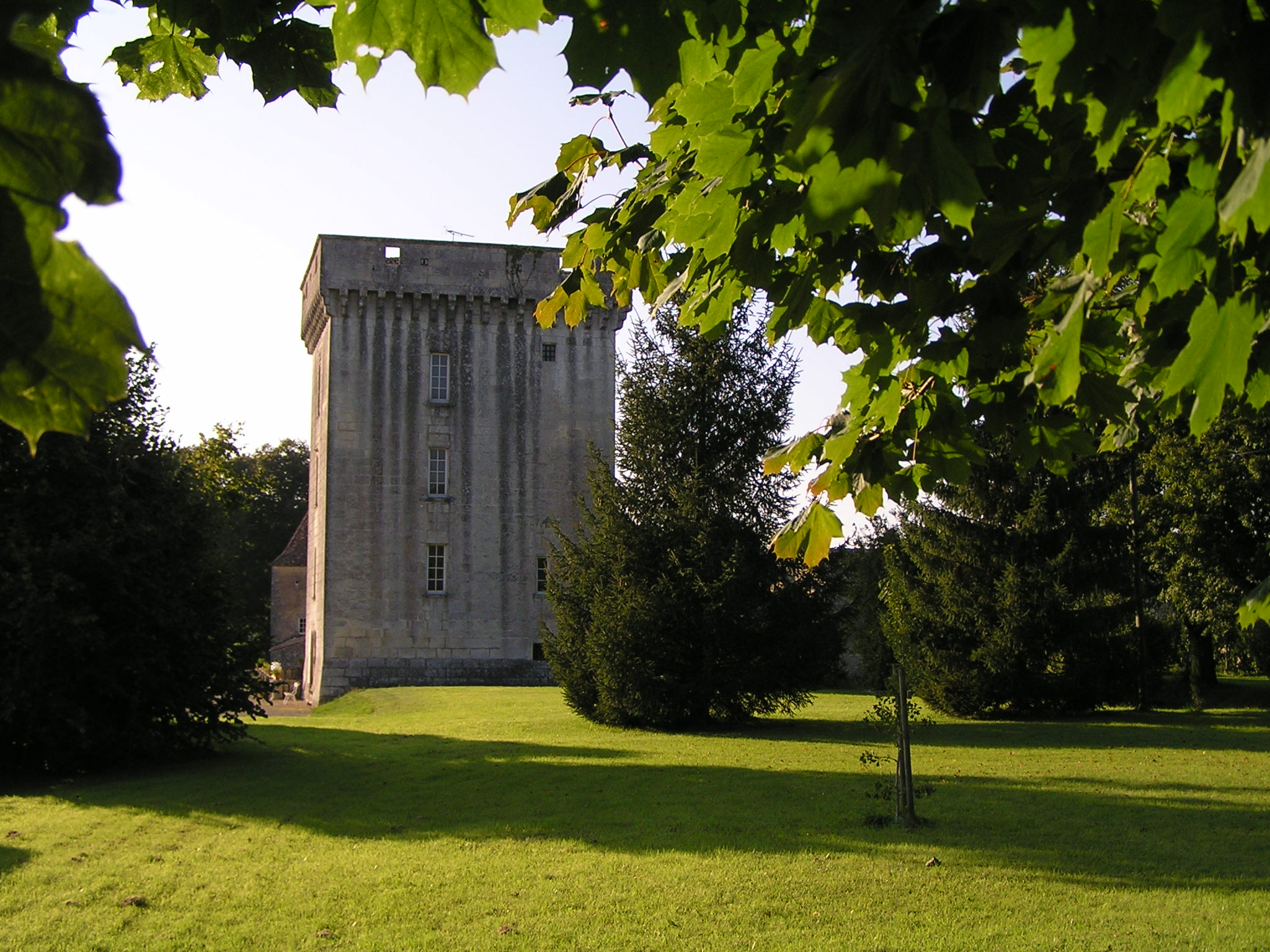
Donjon des Château de Breuil

- Die Pfarrkirche Saint-Cybard stammt aus dem 12. und 15. Jahrhundert. Der einschiffige Bau mit seiner eher einfachen Fassaden- und Apsisgestaltung wird dominiert von einem gedrungen wirkenden dreigeschossigen Vierungsturm, dessen mittlere Ebene von Blendarkaden umstellt ist, während die Arkaden des darüber befindlichen Glockengeschosses geöffnet und durch Doppelsäulen unterteilt sind. Im tonnengewölbten Kirchenschiff sind Freskenreste aus dem 12. und 16. Jahrhundert erhalten. Der Kirchenbau ist seit 1980 als Monument historique[1] anerkannt.
- Das Château de Breuil (45° 33′ 42″ N, 0° 17′ 27″ O) ist ein Baukomplex mit Bauten aus dem 14. und 15. Jahrhundert. Beeindruckend ist vor allem der spätmittelalterliche Bergfried (donjon), in dessen Kapelle noch Freskenreste der Zeit erhalten sind. Der in Privatbesitz befindliche Bau ist seit 1964 als Monument historique[2] anerkannt.
- Das Bauensemble des Château du Pouyaud (45° 33′ 17″ N, 0° 15′ 58″ O) besteht aus Bauten des 15. bis 18. Jahrhunderts. Das Schloss befindet sich in Privatbesitz und ist seit 1966 als Monument historique[3] anerkannt.
- Im Weiler Cloulas steht eine einschiffige romanische Kapelle mit einem zweiteiligen Glockengiebel über einem zurückhaltend dekorierten Archivoltenportal und einer ungegliederten Apsis.
- An die äußerst schlichte Kirche des Weilers Beaulieu wurde im 15. Jahrhundert eine rechteckig ummantelte Apsis angebaut.
- In beiden Weilern findet sich darüber hinaus ein nicht überdachter Waschplatz (lavoir).

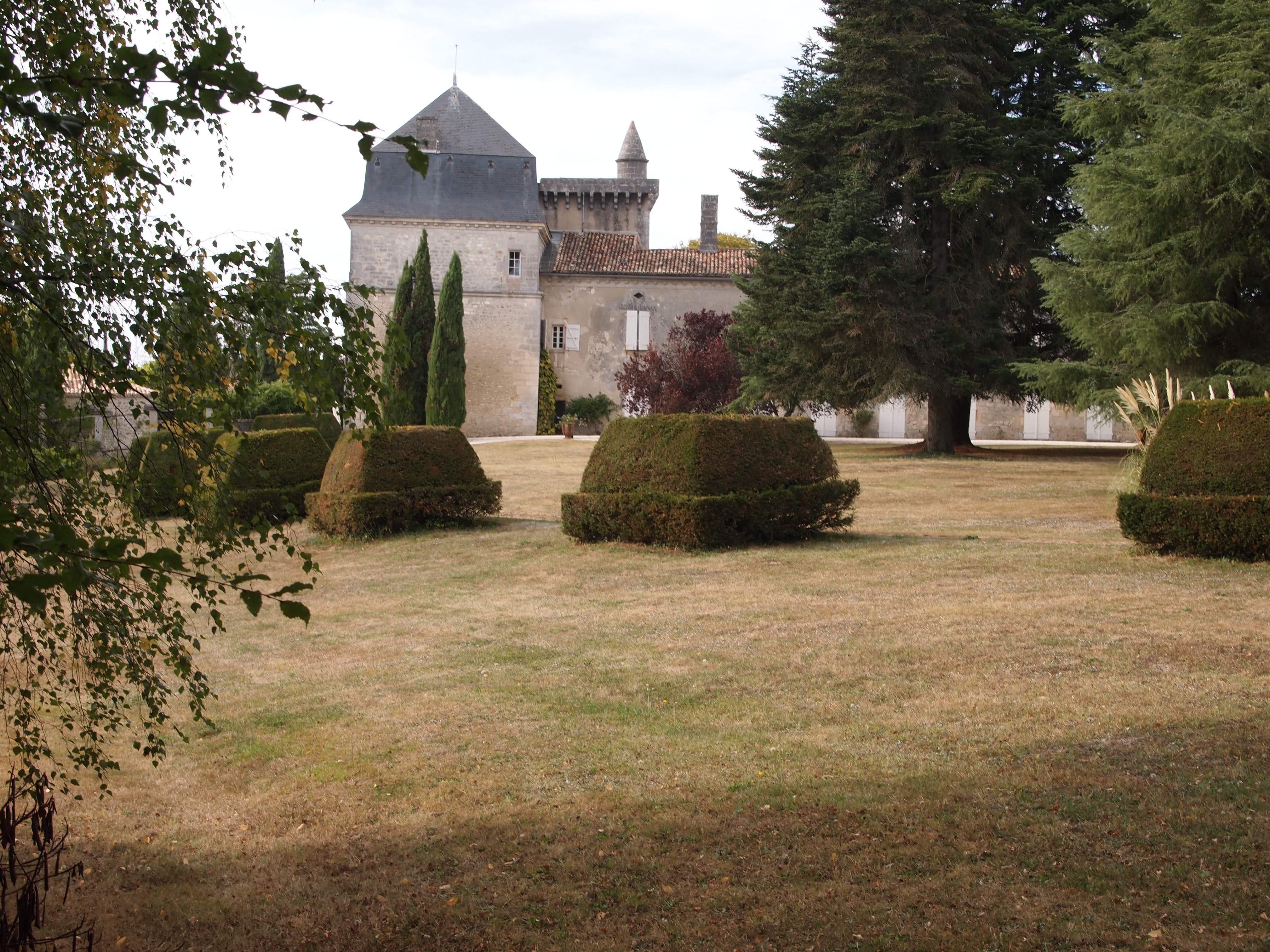
Château du Pouyaud
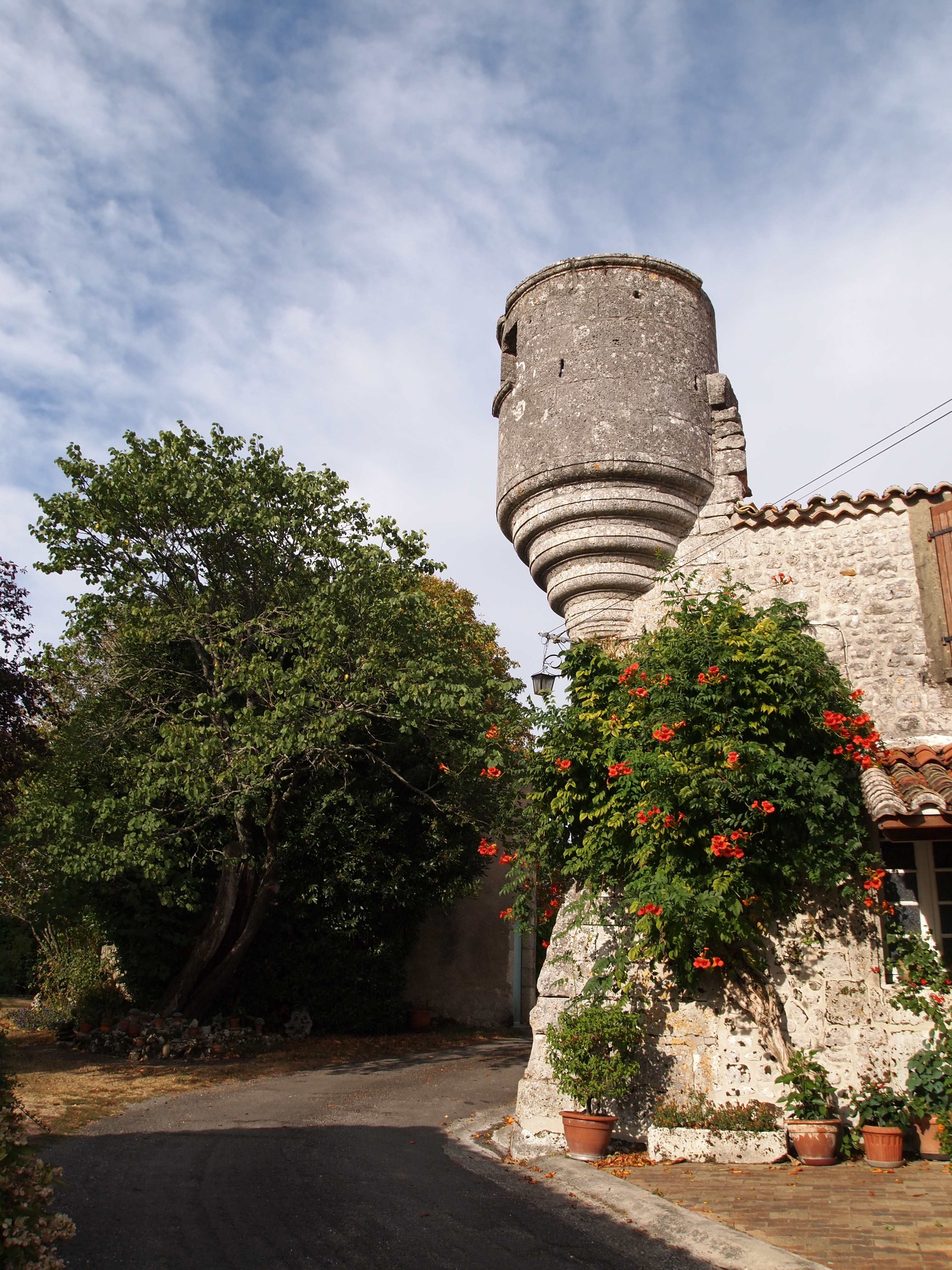
échauguette
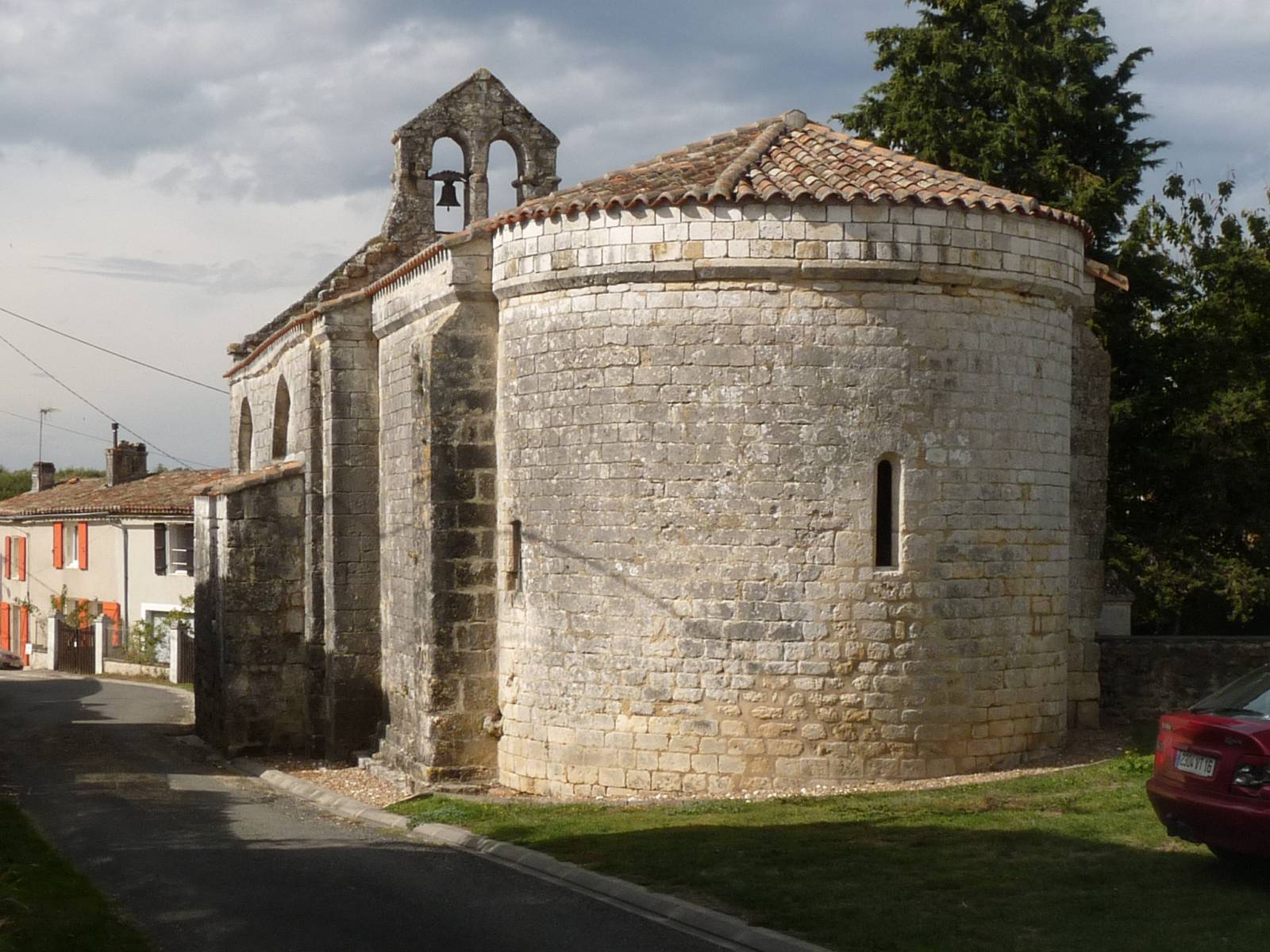
Cloulas – Kirche
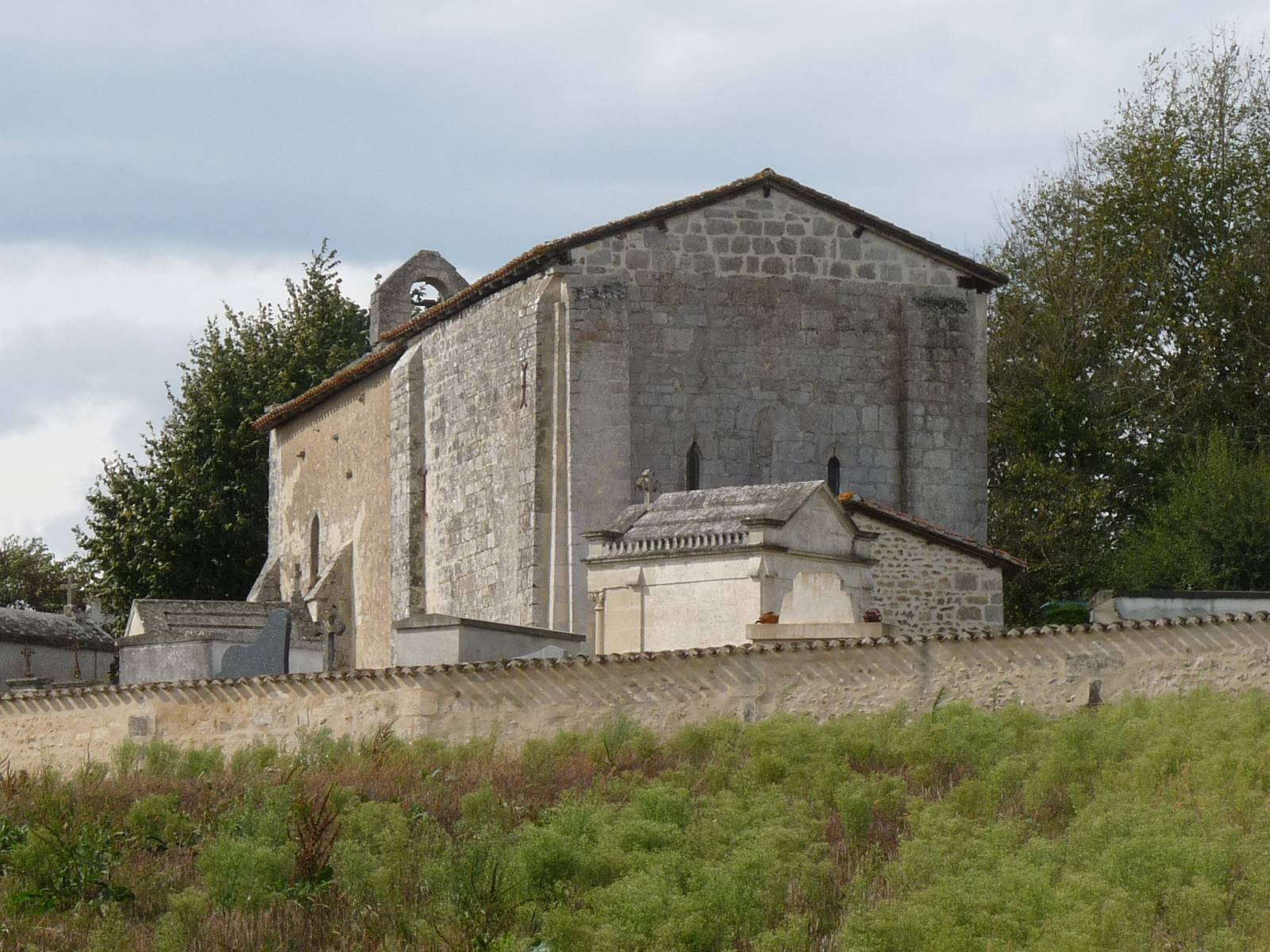
Beaulieu – Kirche